# Garnisonsschützenhaus
Das ehemalige Garnisonsschützenhaus in Stuttgart-Degerloch beherbergte die Kantine und in einem Anbau die Scheibenwerkstatt des Schießplatzes Dornhalde der Königlichen Garnison Stuttgart. Das Haus Auf der Dornhalde 1a wurde 1893 von dem Königlichen Garnisonsbauinspektor Schneider am Nordrand des Schießplatzes, der wird heute als Dornhaldenfriedhof genutzt, im Schweizerstil erbaut. Das benachbarte Haus Auf der Dornhalde 1 wurde 1880 nach den Plänen des Königlichen Garnisonbaumeisters Julius Holch errichtet und diente als Wache und Wohnhaus für den Schießplatzaufseher. Beide Gebäude stehen unter Denkmalschutz. Außer diesen Gebäuden haben sich ein Geräteschuppen und ein Gerätemagazin auf dem Gelände erhalten. Auf einem Lageplan von 1912 sind neun neben einander liegende Schießbahnen zu sehen. Diese wurden von verschiedenen Organisationen bis 1969 als solche genutzt.
Nach dem Zweiten Weltkrieg wurde das Schützenhaus separat als Gaststätte genutzt. Die Stadt Stuttgart übernahm die Gebäude um 1970 und vermietete sie für fast 40 Jahre zu Wohnzwecken.
Den beiden äußerlich noch halbwegs ansehnlichen Gebäuden, die seit mehreren Jahren leerstehen (Stand 2014), droht der langsame Verfall, wenn sie keiner Nutzung zugeführt werden. Eine 2014 gegründete Bürgerinitiative hat es sich zum Ziel gesetzt, die Öffentlichkeit über die Gebäude zu informieren und die Entscheidungsträger der Stadt Stuttgart als Gebäudeeigentümer zum Handeln zu bewegen.

## Lage

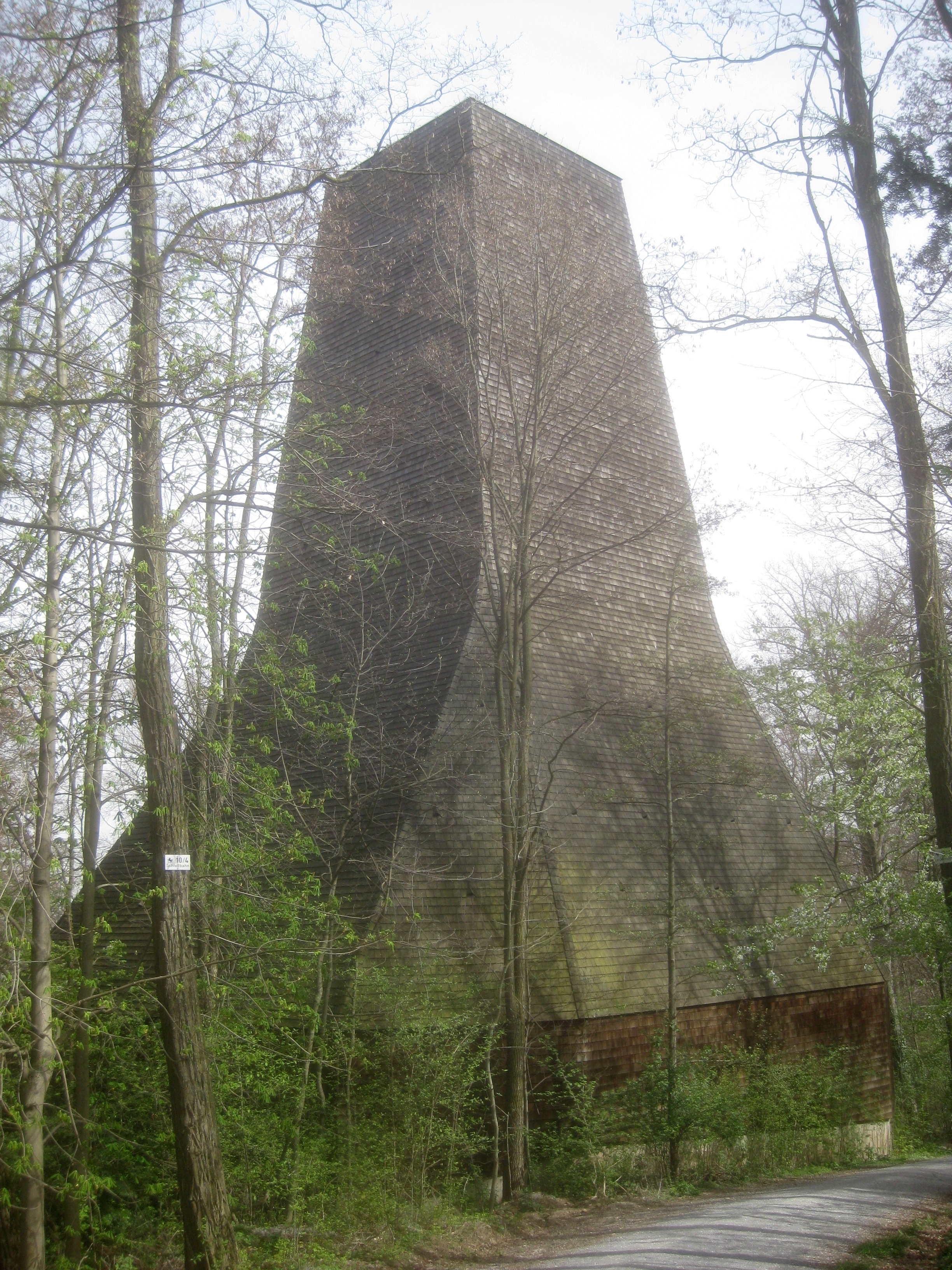
Abluftkamin des Heslacher Tunnels.

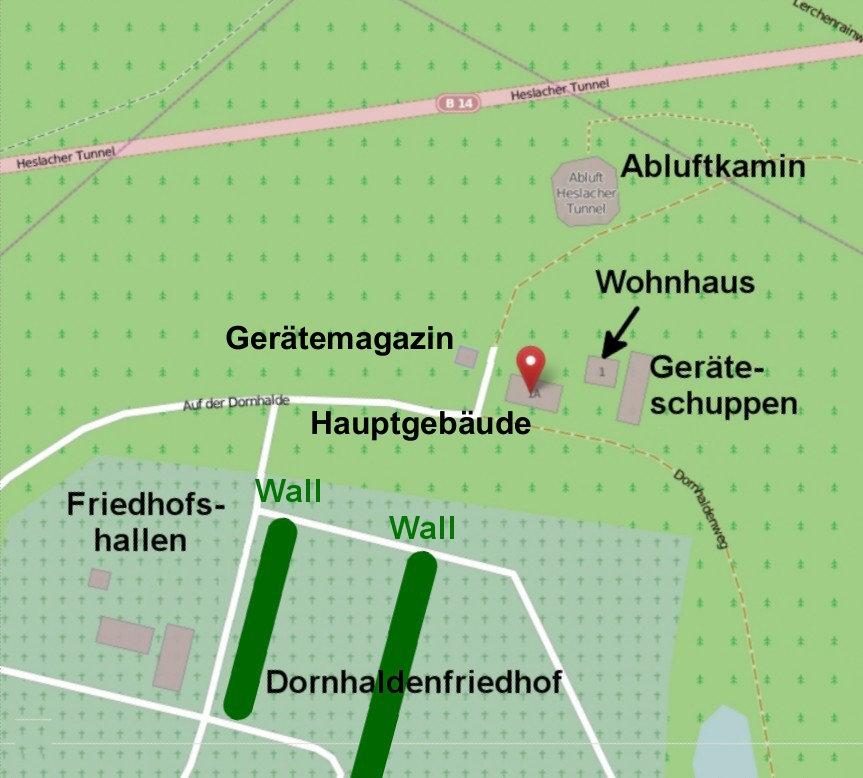
Lageplan.

Das Garnisonsschützenhaus liegt in Stuttgart-Degerloch am Nordrand des Dornhaldenfriedhofs, der 1974 auf dem Gelände des ehemaligen Schießplatzes der Königlichen Garnison Stuttgart angelegt wurde, der über neun 400-Meter-Schießbahnen verfügte. Auf den früheren Schießplatzbetrieb weisen noch einige Zeugnisse hin:
- Das Garnisonsschützenhaus liegt in der Waldparzelle „Schießbahn 10/4“, die beim Schützenhaus an die Parzelle „Lerchenrain 10/3“ grenzt.
- In der Nähe des Zahnradbahnhofs beginnt der Waldweg Schießbahnweg, der in den zum Dornhaldenfriedhof führenden Dornhaldenweg übergeht.
- Auf dem Friedhof sind noch zwei Längswälle der ehemaligen Schießplatzanlage erkennbar, die früher zur Trennung der Schießbahnen dienten. Der verkürzte Rest eines Walls liegt neben den Friedhofshallen, der andere noch in Originallänge erhaltene Wall beginnt nahe beim Schützenhaus und verläuft bis zum Ende des Friedhofs.

Links vom Schützenhaus führt ein kurzer Weg zu dem Abluftkamin des Heslacher Tunnels, der 50 Meter weiter nördlich verläuft. Die Spitze des mit Holzschindeln gedeckten Turms ragt hinter dem Schützenhaus weithin sichtbar in die Höhe.

## Zugang

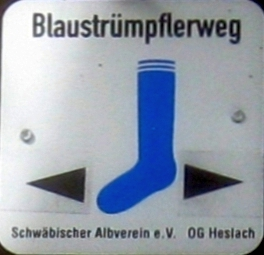
Wegzeichen.

- Weg 1. Seilbahn, 1 Kilometer Fußweg. Ein Teilstück des Rundwanderwegs Blaustrümpflerweg beginnt mit der Seilbahn. Mit der Stadtbahn U1 oder U14 fährt man bis zur Haltestelle Südheimer Platz, folgt dem Wegweiser bis zur Seilbahn und fährt mit dieser zum Waldfriedhof hinauf. Dort biegt man nach einem kurzen Fußweg links in die Eugen-Dolmetsch-Straße ein oder folgt dem Hauptweg des Waldfriedhof-Viereichenhau (östlicher Teil des Waldfriedhofs). Am Ende des Friedhofs überquert man die Heinestraße und folgt dem asphaltierten Weg, der rechts parallel zur Heinestraße verläuft, bis man das Garnisonsschützenhaus erreicht.

- Weg 2. Zahnradbahn, 1,9 Kilometer Fußweg. Ein anderes Teilstück des Blaustrümpflerwegs beginnt mit der Zahnradbahn. Mit der Stadtbahn U1 oder U14 oder dem Bus 41 oder 43 fährt man bis zur Haltestelle Marienplatz und von dort mit der Zahnradbahn bis zur Endhaltestelle Degerloch (Ziffer 1 in der Karte). Von hier aus begibt man sich durch die Unterführung (U-Bahn-Haltestelle Degerloch) auf die andere Seite der Löffelstraße zur Josefstraße, biegt links in die Helene-Pfleiderer-Straße und rechts in den Schießbahnweg (2), der in den Dornhaldenweg (3) einmündet. Dieser führt direkt zum Garnisonsschützenhaus (4).

- Weg 3. Lerchenrainschule, 1 Kilometer Fußweg. Man fährt mit dem Bus 41 bis zur Endhaltestelle Lerchenrainschule. An der Haltestelle folgt man der Kelterstraße und dann dem Waldweg bis zum Garnisonsschützenhaus. Wer Steigungen vermeiden möchte, kann diesen Weg auch als Rückweg wählen und sich zum Abschluss gegenüber der Bushaltestelle in dem Vereinsheim Gartenfreunde Stuttgart Heslach erholen.

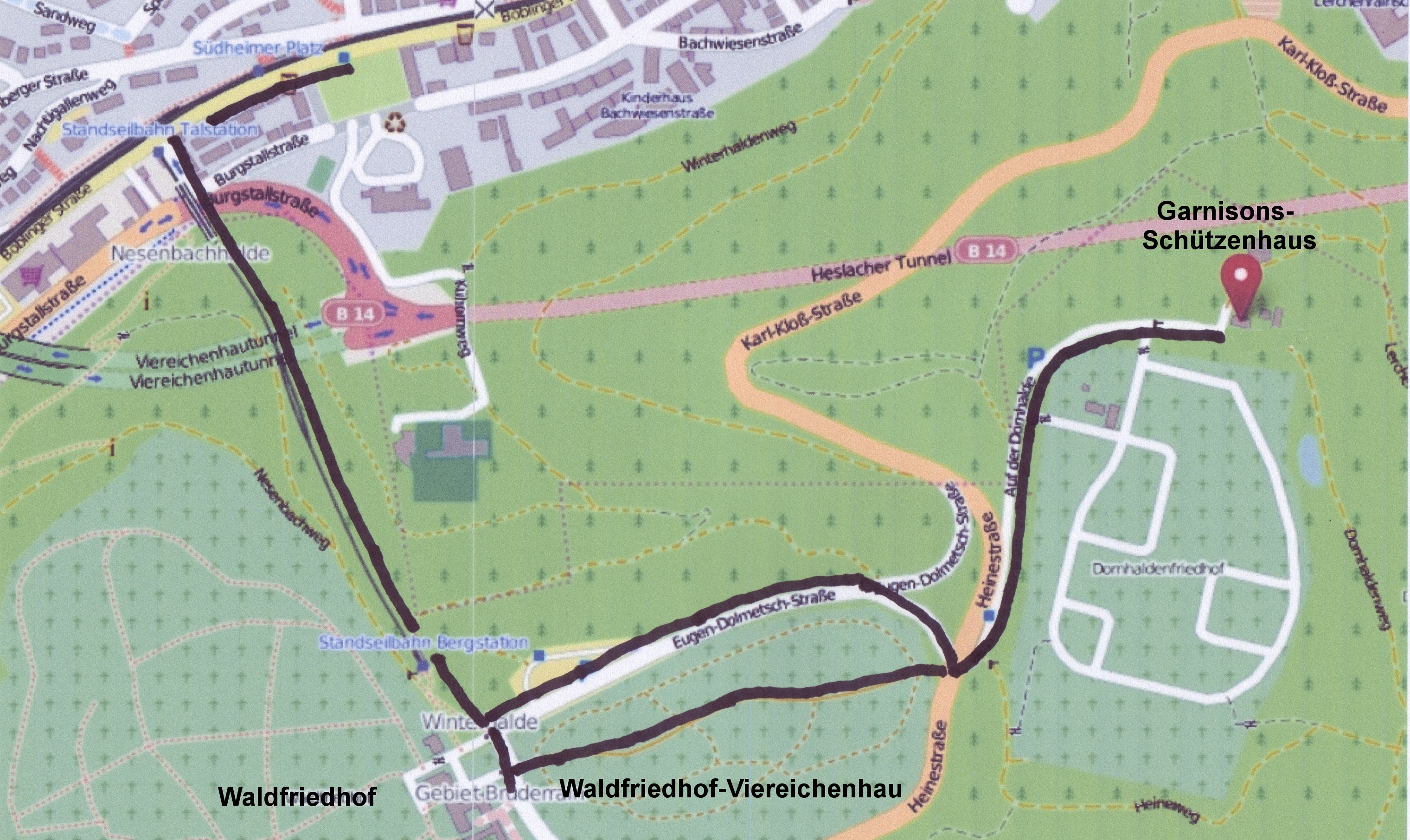
Weg 1.
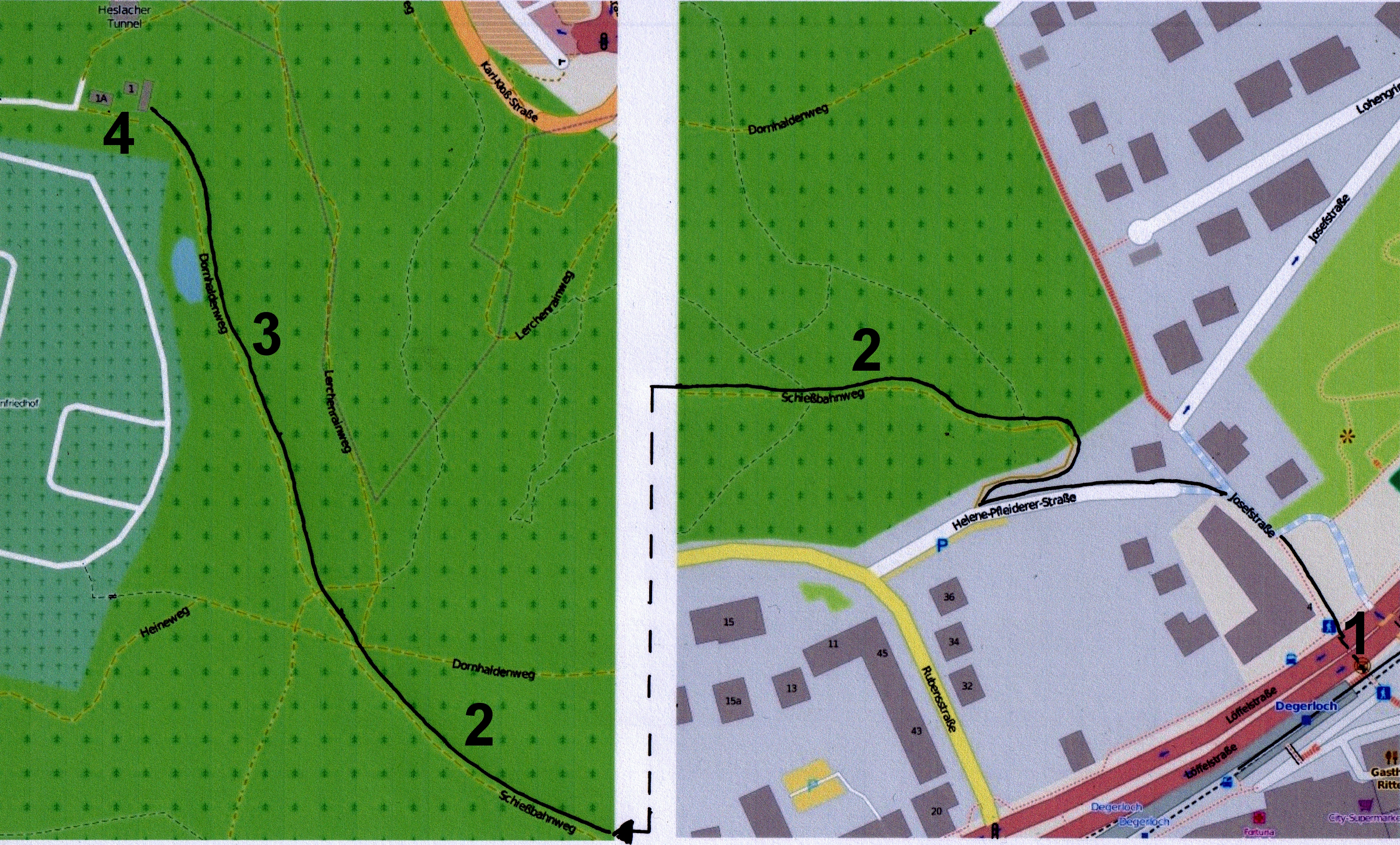
Weg 2.
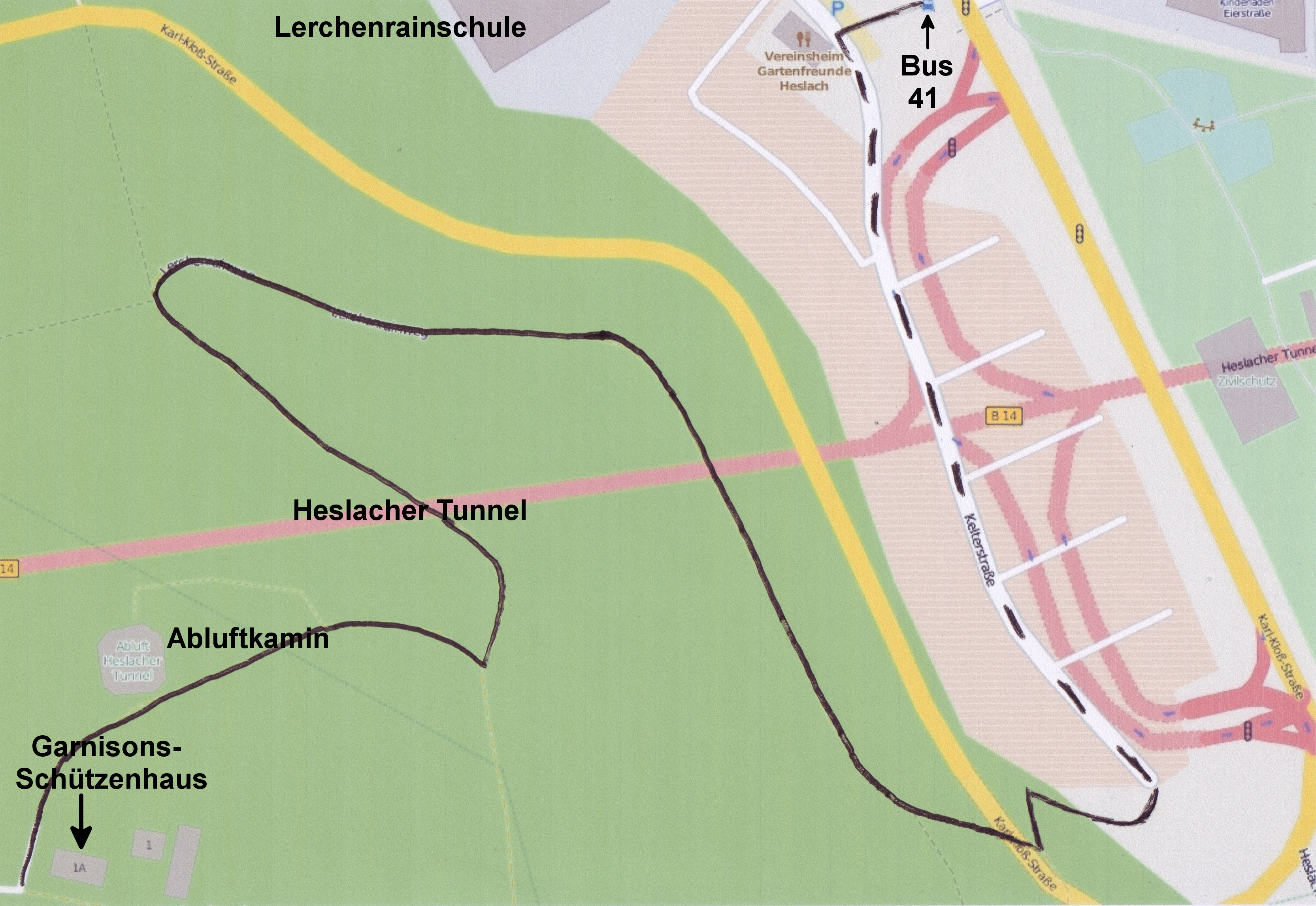
Weg 3.

- Weg 4. Auto. Man fährt von Stuttgart-Heslach über die Karl-Kloß-Straße oder von Stuttgart-Degerloch über die Heinestraße bis zur Einmündung der Eugen-Dolmetsch-Straße und biegt dort in Richtung Dornhaldenfriedhof ab. Am Haupteingang zum Friedhof (Friedhofshallen) beginnt ein langer Parkstreifen, der vor der Schranke zum Garnisonsschützenhaus endet.

## Beschreibung
|  | 1 Ständer 2 Riegel 3 Strebe 4 Andreaskreuz 5 Deckenbalken-Kopf | 6 Rähm 7 Schwelle 8 Zahnfries 9 Fase 10 Gefach |

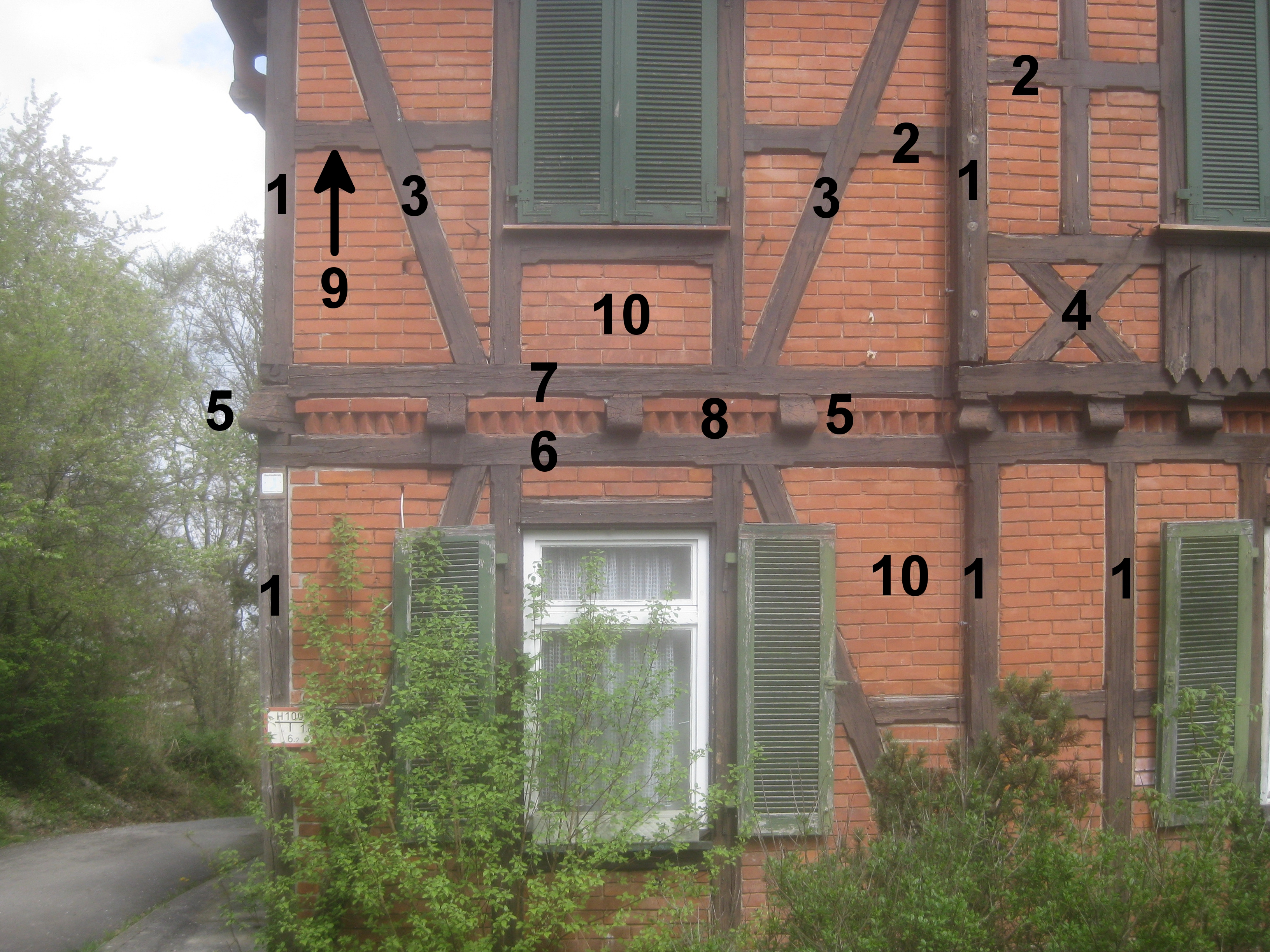
Bauteile am Fachwerk.

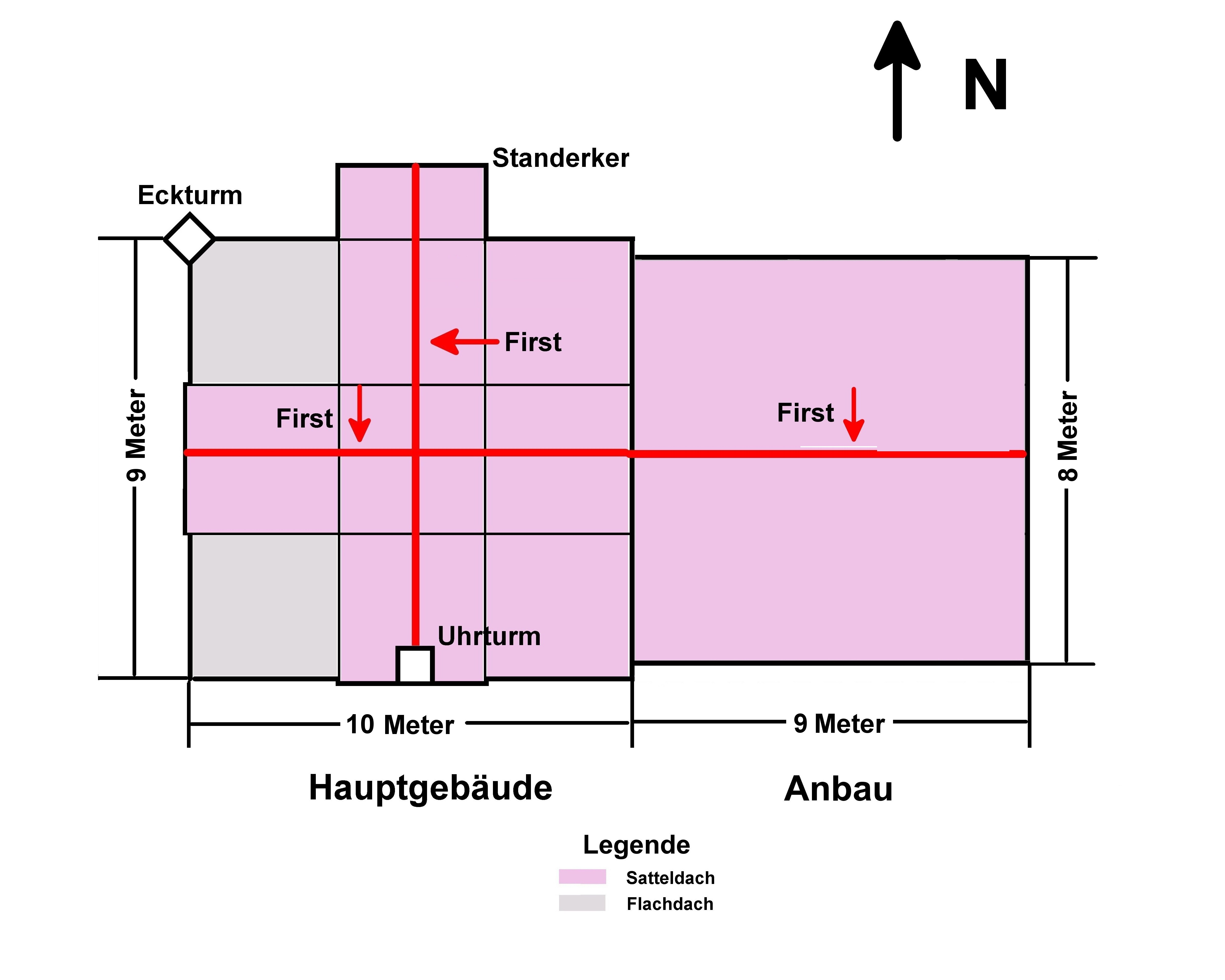
Schemagrundriss des Garnisonsschützenhauses (unmaßstäblich).

Das Garnisonsschützenhaus (Auf der Dornhalde 1a) besteht aus dem Hauptgebäude auf der linken Seite, das als Kantine für den ehemaligen Schießplatz diente, und einem giebelseitigen Anbau, in dem eine Scheibenwerkstatt untergebracht war. Fundament und Sockel bestehen aus weißem Sandstein, die Fassaden aus braunem Riegelfachwerk, das mit unverputzten, roten Ziegelsteinen ausgemauert ist. Die Dächer haben eine geringe Neigung und ragen weit über den Dachrand hinaus.
Zu den erhaltenen Nebengebäuden des Schützenhauses gehört das Haus Auf der Dornhalde 1, das als Wache (Erdgeschoss) und Wohnung für den Schießplatzaufseher (erster Stock) diente, sowie der Geräteschuppen und das Gerätemagazin.

### Fachwerk
Bei Steinbauten werden die Fassaden meist durch vortretende Bauteile (Risalite, Säulen, Lisenen und Gesimse) gegliedert. Auch das Garnisonsschützenhaus ist mit Risaliten ausgestattet, an der Vorder- und Seitenfront im Erdgeschoss mit kaum vortretenden und im ersten Stock etwas weiter vortretenden Mittelrisaliten und einem Standerker an der Rückfront. Hinzu kommt ein erkerartiger Eckturm. Im Übrigen übernimmt das Riegelfachwerk mit seinen senkrechten und waagerechten Balken (Ständer und Riegel), die Gliederungsfunktion. Die von den Balken gebildeten viereckigen Felder (Gefache), sind mit Ziegelsteinen ausgemauert (ausgefacht). Außer den gefachbildenden Balken wurden auch Schrägbalken (Streben) und x-förmig gekreuzte Balken (Andreaskreuze) zur seitlichen Stabilisierung eingesetzt. Die Balken sind teilweise zur Verzierung an den Kanten abgeschrägt (gefast).
Der linke Seitentrakt und der Standerker schließen mit einem Schwebegiebel ab, der an der Mauerseite mit senkrechten, weiß angestrichenen und unten gekerbt zugespitzten Brettern verkleidet ist. Die Balkenstruktur zwischen zwei Stockwerken ist an den Fassaden ablesbar und tritt an die Stelle der Gesimse beim Steinbau. Die Deckenbalken liegen quer zwischen dem Schlussbalken des einen Stocks (Rähm), und dem Bodenbalken des darüberliegenden Stocks (Schwelle). Zwischen Rähm und Schwelle zieht sich ein Band von übereck gestellten Ziegelsteinen (Zahnfries), das in regelmäßigen Abständen durch die profilierten Köpfe der vorkragenden Deckenbalken unterbrochen wird.

### Hauptgebäude
| Grundrisse und Querschnitte des Garnisonsschützenhauses und des Wacht- und Wohngebäudes November 1910 Quelle: Landesarchiv Baden-Württemberg M 17/1 Bü 1295 → Link zum Plan |

#### Übersicht
Das zweieinhalb- bis dreistöckige Hauptgebäude ist 9,58 Meter breit, 8,12 Meter tief und 8,50 Meter hoch. Die Grundfläche des Hauptgebäudes bildet annähernd ein Quadrat, das senkrecht und waagerecht in drei Streifen unterteilt ist, wobei der rechte Nord-Süd-Streifen (Treppenhaus) schmäler als die beiden anderen ist. Die Mittelstreifen springen an der Vorder- und Seitenfront leicht vor (Risalite), der Mittelstreifen der Rückfront endet in einem Standerker. Die beiden Seitentrakte des Gebäudes sind zweieinhalbstöckig (zwei normalhohe Stockwerke und ein Kniestock), während der dreistöckige, zwerchhausartige Mitteltrakt sich turmartig über sie erhebt.

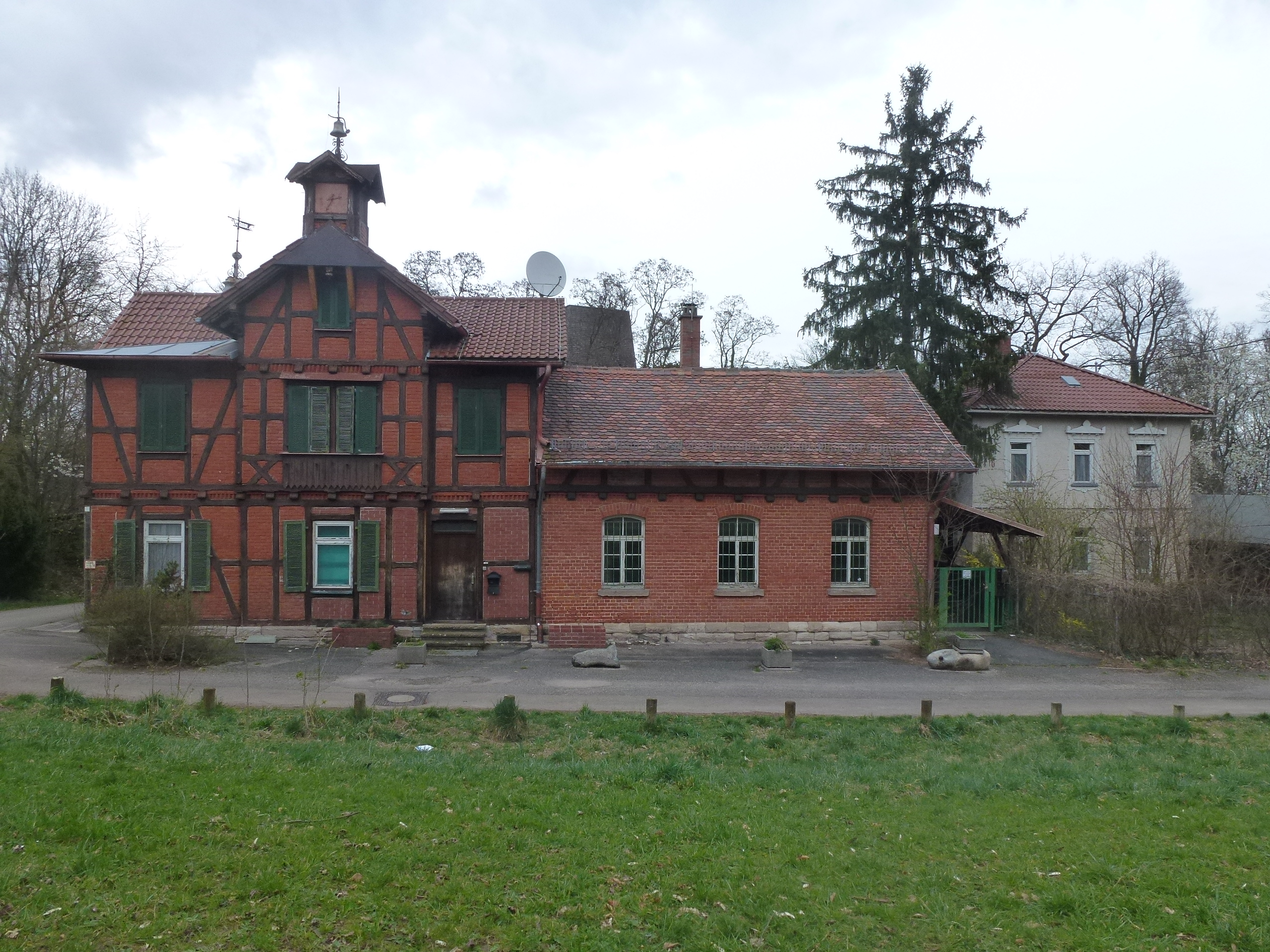
Vorderfront (rechts Anbau).
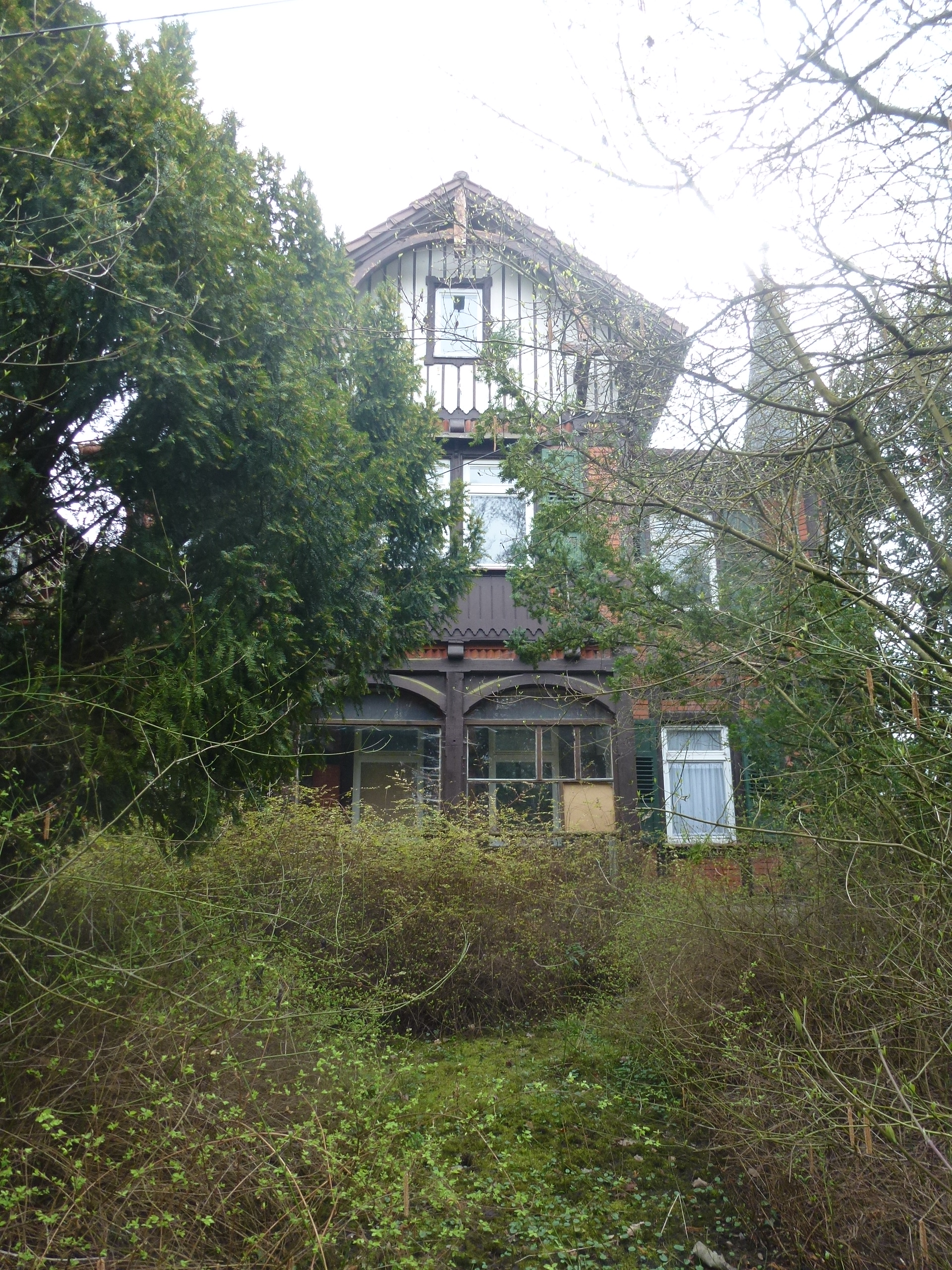
Rückfront.
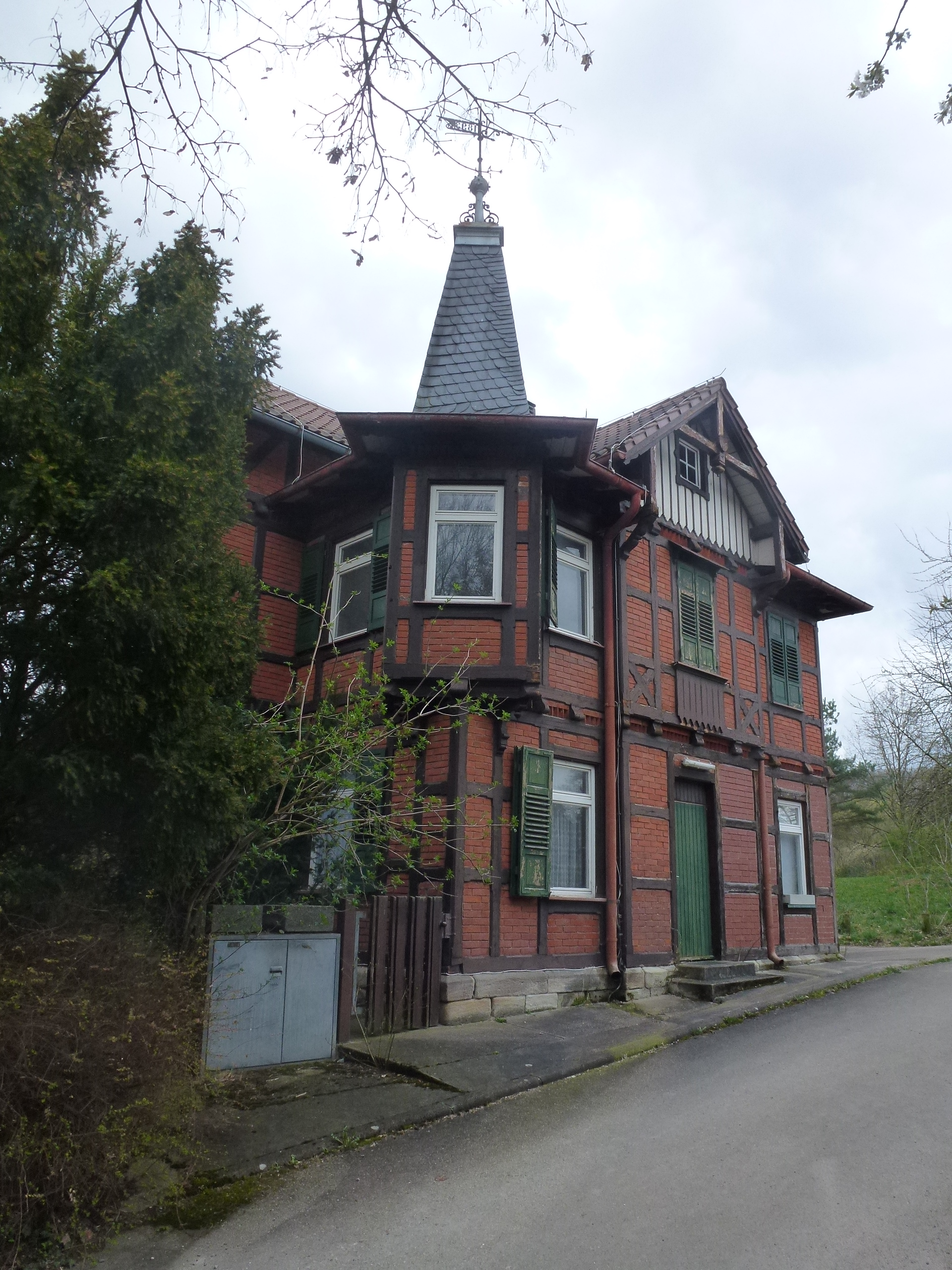
Linke Seitenfront mit Eckturm (links Gartentür zum Haupteingang).
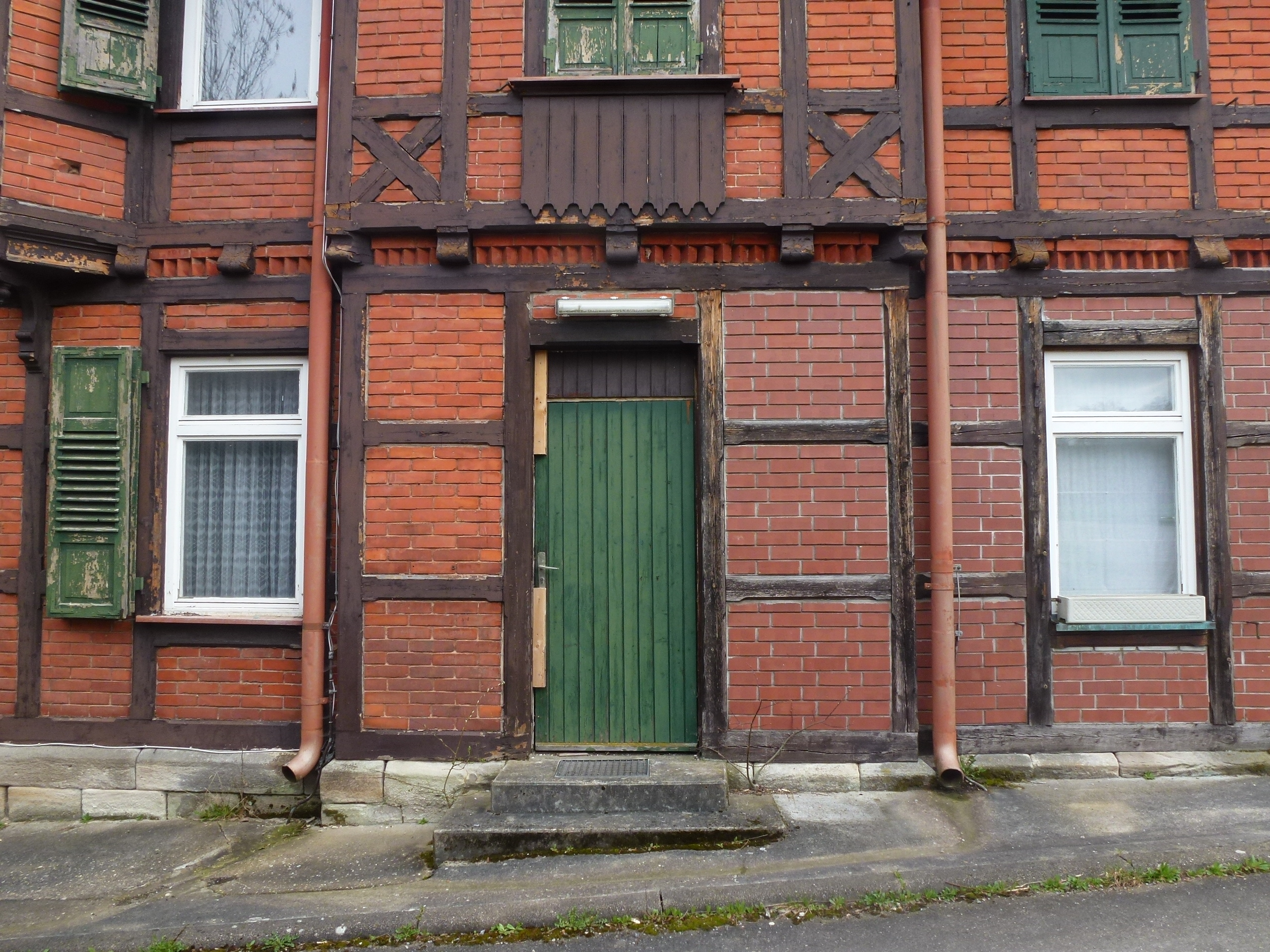
Linke Seitenfront (Ausschnitt).

#### Fenster und Türen

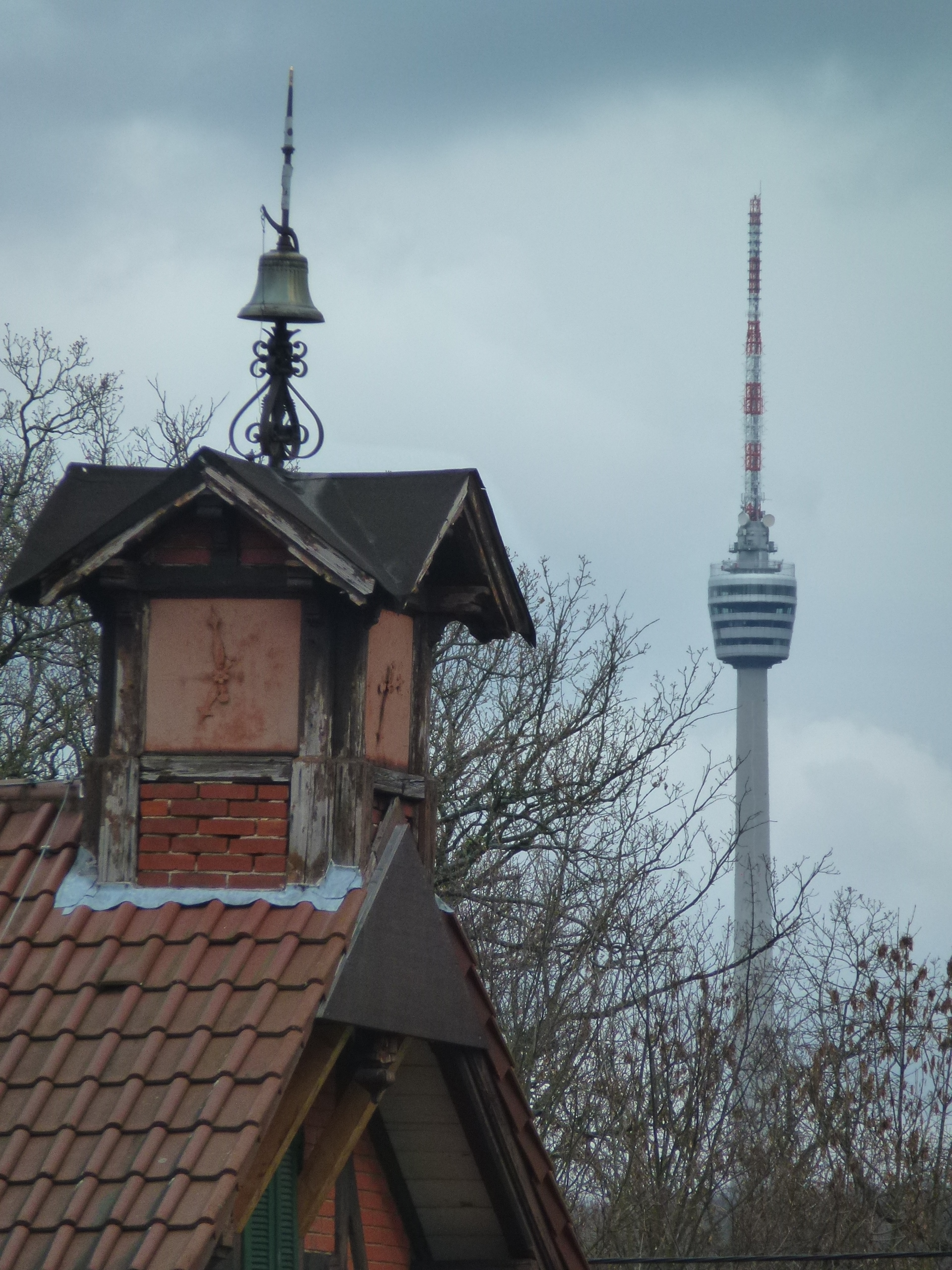
Uhrenturm.

Die freistehenden Fassaden sind in drei Achsen mit Einzelfenstern gegliedert, außer im ersten Stock der Vorder- und Rückfront, wo die mittleren Fenster als Zwillingsfenster ausgelegt sind. Die Mittelfenster des ersten Stocks werden durch ein balkonhaftes Brüstungsgefach hervorgehoben, das mit senkrechten, im Braun des Fachwerks angestrichenen und unten gekerbt zugespitzten Brettern verkleidet ist und bei Vorder- und Seitenfront von zwei Andreaskreuzen flankiert wird.
Der Standerker ist im Erdgeschoss mit zwei breiten Fenstern, die die ganze Breite des Erkers ausfüllen, ausgestattet. Sie werden von dicken Ständerbalken und Stichbogenstürzen gerahmt. Der Kniestock der Seitentrakte öffnet sich zum Anbau hin an der Giebelseite mit zwei schmalen Fenstern, an der Gegenseite mit einem Fenster. Lamellenklappläden, deren Grün in anregendem Kontrast zu dem Rot der Ziegelsteinfassade steht, dienen zum Verschließen der inzwischen modernisierten Fenster.
Das Haus besitzt drei Eingänge: einen Haupteingang an der Seite, der durch eine Gartentür und dann in den Standerker hineinführt, einen Mitteleingang an der Seitenfront und einen Eingang zum Treppenhaus an der rechten Seite der Vorderfront.

#### Dächer
Das Gebäude schließt an der Langseite mit einem traufständigen Satteldach ab (der Dachfirst verläuft parallel zur Dachtraufe), das durch das quer dazu verlaufende, giebelständige Satteldach des Mittelrisalits kreuzförmig durchdrungen wird. An der Vorderfront wird der Mittelrisalit von einem viereckigen Dachreiter gekrönt. Er erfüllte die Funktion eines Uhrturms und endet wie das Gebäudedach in zwei sich kreuzförmig durchdringenden Satteldächern, die in der Mitte auf einem schmiedeeisernen Ständer eine Sturmglocke tragen. An zwei Seiten des Uhrturms kann man noch die Zifferblätter erahnen und die stillstehenden Zeiger der nicht mehr gangfähigen Uhr erkennen.

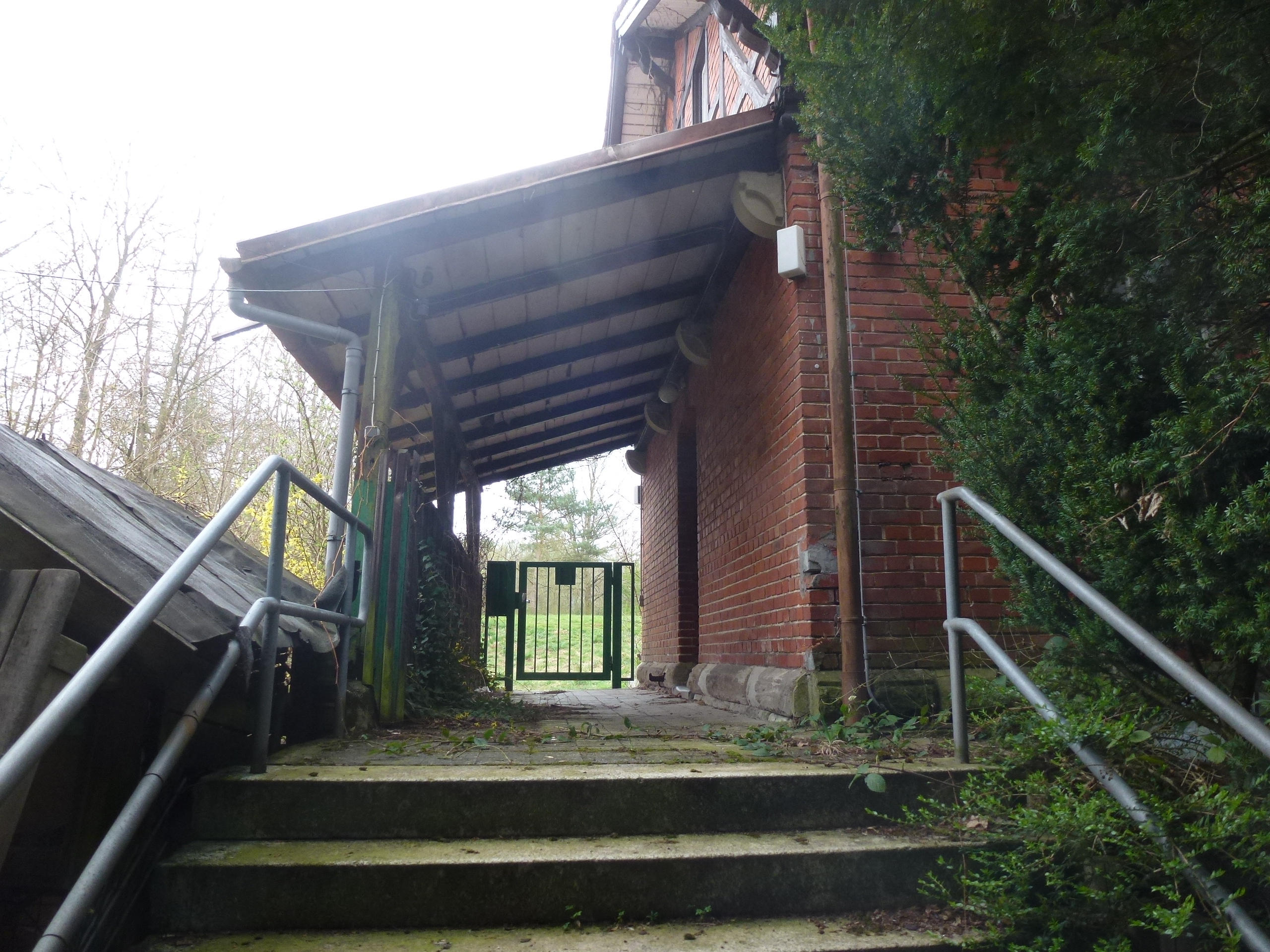
Schutzdach des Anbaus von hinten.

An der Ecke zwischen der Rückfront und der freistehenden Seitenfront erhebt sich ab dem ersten Stock ein erkerartiger, viereckiger und um 45 Grad aus der Bauflucht gedrehter Eckturm, der von einem schlanken, schiefergedeckten und am Trauf weit überstehenden Pyramidendach bekrönt wird. Der Turm schließt ab mit einer Turmkugel und einer Wetterfahne mit der Jahreszahl des Baujahres 1893.

### Anbau
Der giebelseitige Anbau des Hauptgebäudes beherbergte die hallenartige Scheibenwerkstatt. Das Gebäude ist 9,39 Meter breit, 7,24 Meter tief und 6,90 Meter hoch und mit einem traufständigen Satteldach gedeckt, das etwas steiler als die flach gehaltenen Dächer des Hauptgebäudes ist. Fundament und Sockel des Anbaus bestehen aus weißem Sandstein wie beim Hauptgebäude, die Fassade im Erdgeschoss besteht aus unverputztem rotem Ziegelstein und im Kniestock aus Riegelfachwerk wie beim Hauptgebäude. An Vorder- und Rückfront beleuchten je drei Kreuzstockfenster mit Stichbogensturz und Sohlbänken aus Sandstein den Bau.
Zum Außeneingang des Anbaus gelangt man durch eine Gartentür an der Giebelseite, die unter ein breites, markiseartiges hölzernes Schutzdach führt, das auf Wandkonsolen aus Sandstein aufliegt und durch Holzpfosten und -streben abgestützt wird. Die Giebelseite des über dem Schutzdach liegenden Kniestocks ist in Fachwerk gehalten und wird durch drei Fenster belichtet.

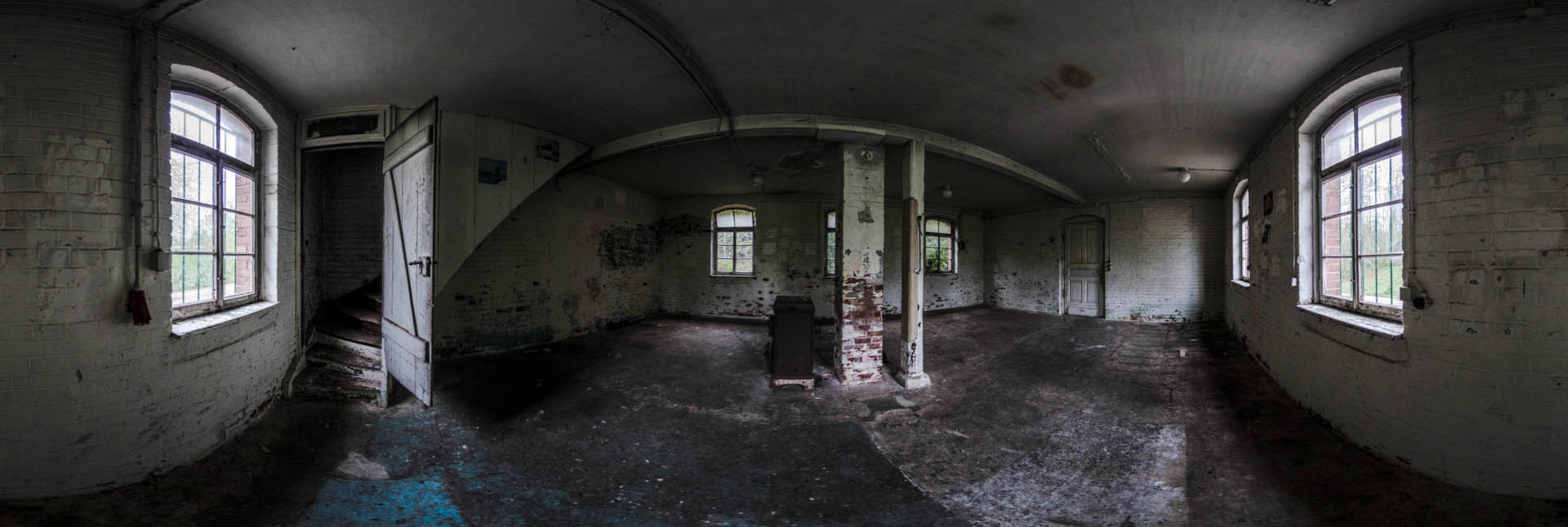
Panoramafoto des Anbaus (ehemalige Scheibenwerkstatt) von innen.

### Nebengebäude

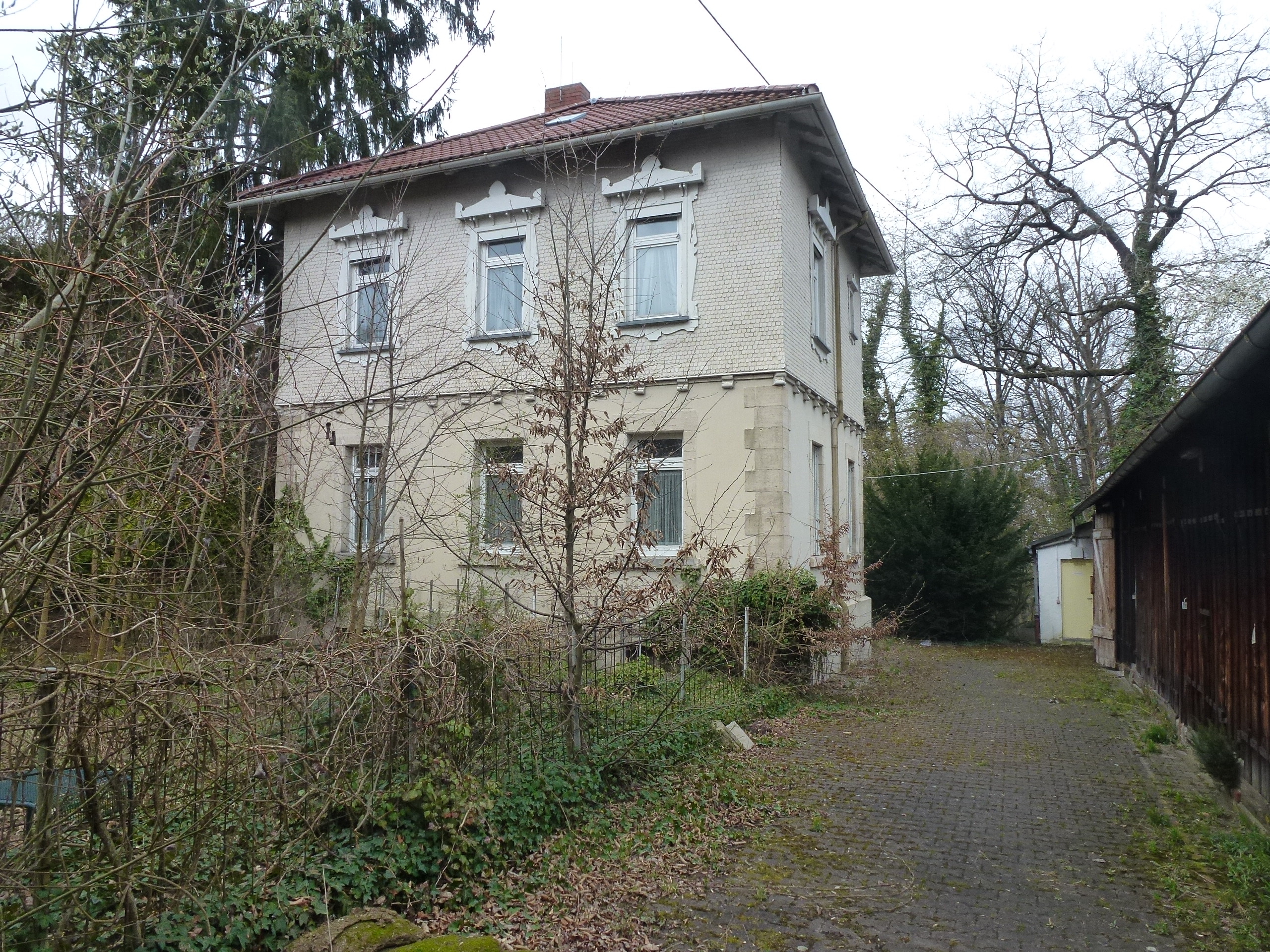
Vorderfront, links vorn: ehemaliger Garten des Aufsehers.
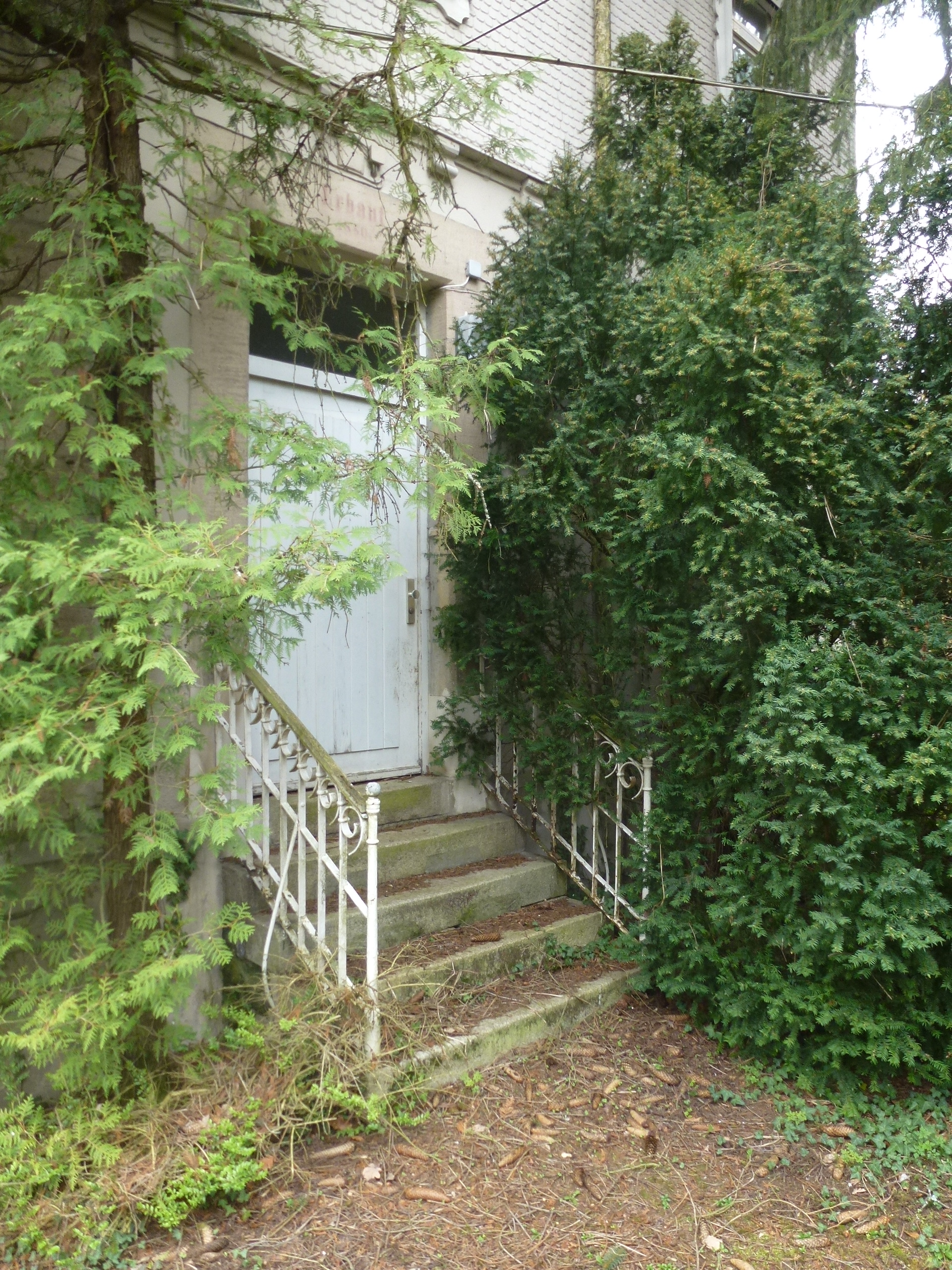
Hauseingang.
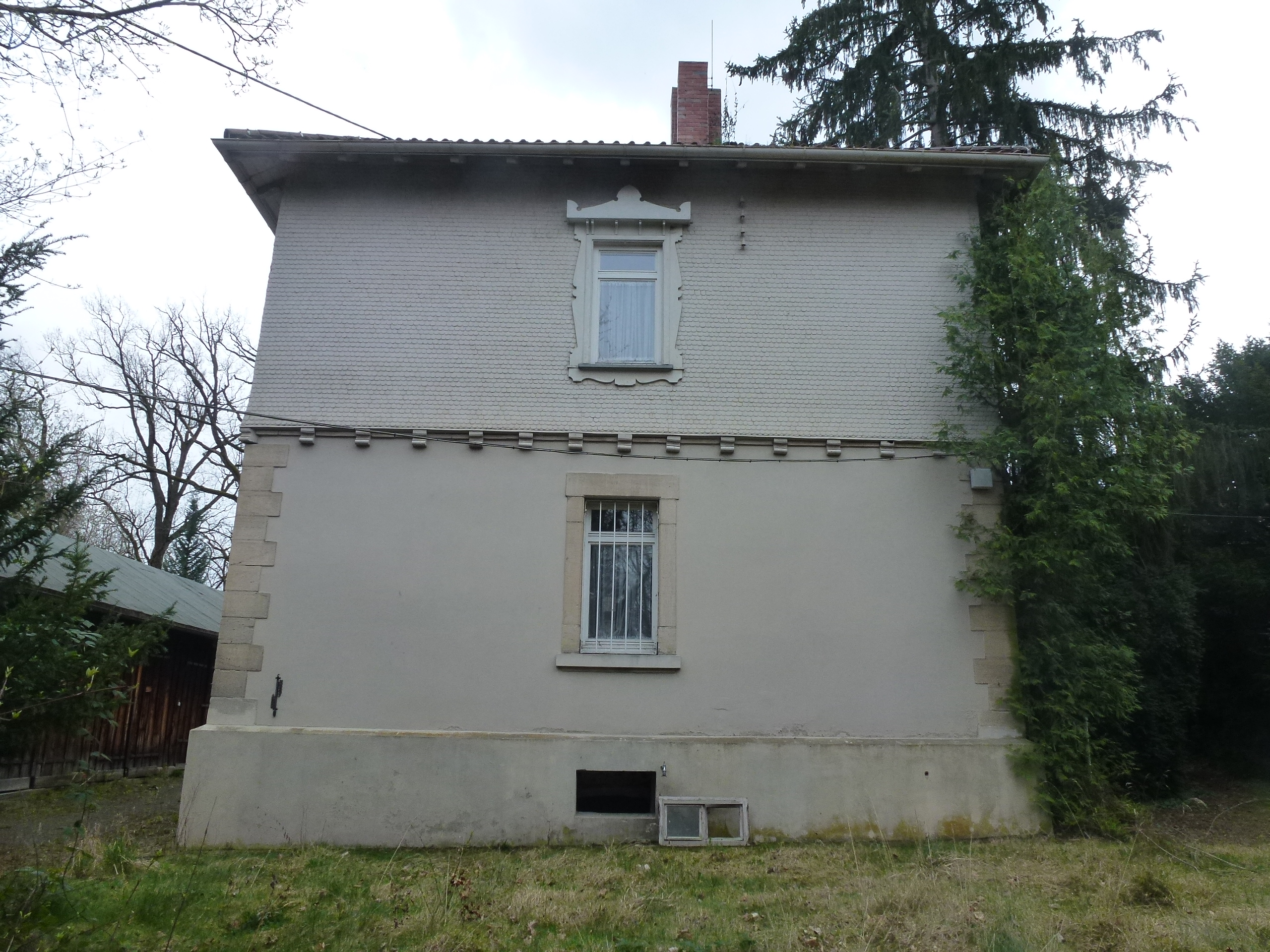
Rückfront.
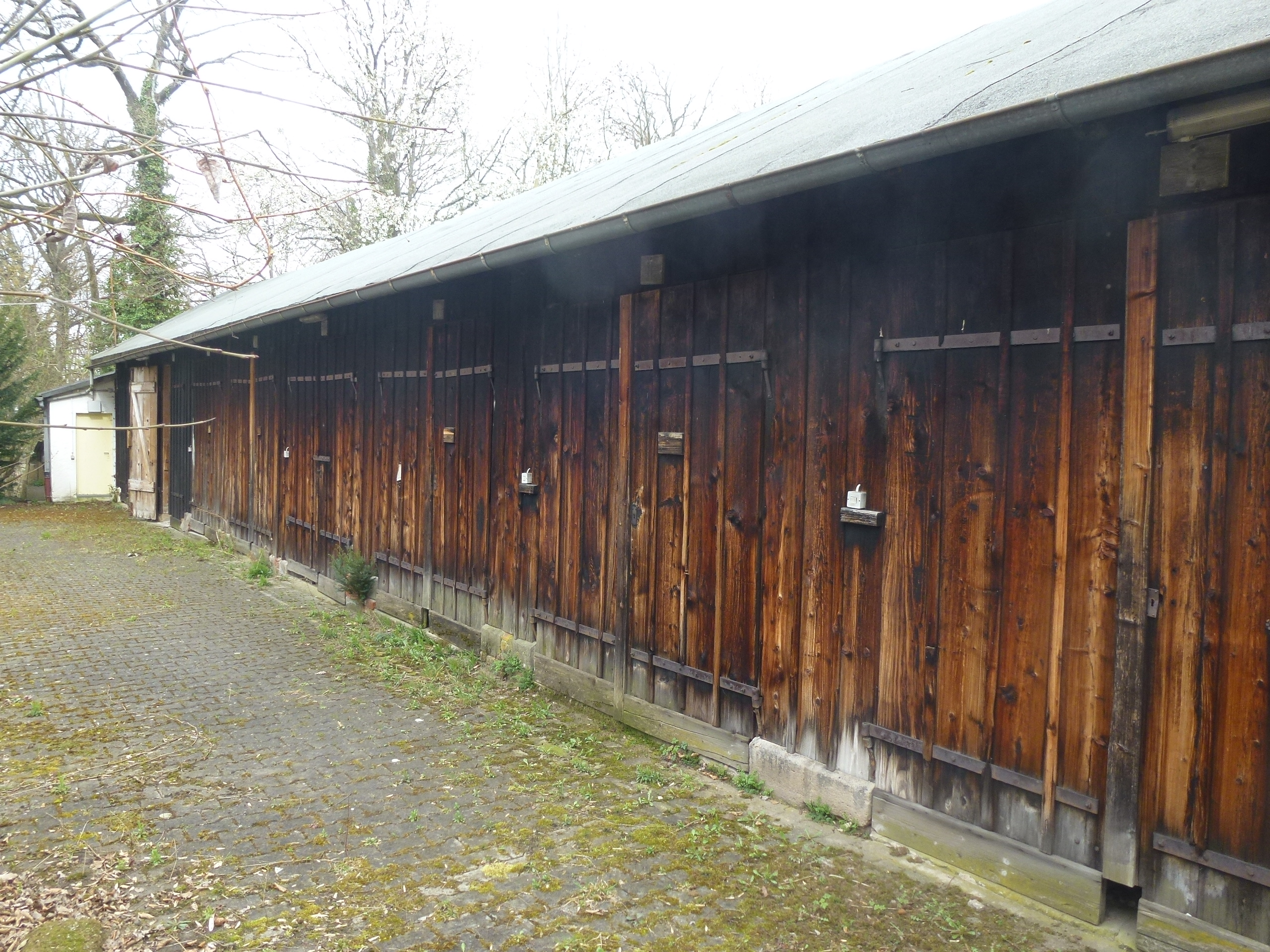
Geräteschuppen.

#### Übersicht
Das zweistöckige Nebengebäude hat annähernd die Form eines Würfels und schließt mit einem flachen Pyramidendach ab. Das Gebäude ist 9,20 Meter breit, 7,30 Meter tief und 9,50 Meter hoch und gegenüber dem Hauptgebäude um wenige Meter diagonal nach rechts zurückversetzt. Rechts vom Nebengebäude zieht sich über eine Länge von 29 Metern der hölzerne „Geräteschuppen mit 9 Abteilungen“ hin. Das Erdgeschoss, das die Wache beherbergte, erhebt sich über einem grau verputzten Sockel und hat eine ebenfalls grau verputzte Fassade, deren Ecken mit unverputzten Steinquadern besetzt sind (Eckquaderung). Die Fassade des ersten Stockwerks, das als Aufseherwohnung diente, ist mit zierlichen, grau gestrichenen Rundschindeln aus Holz verkleidet und kragt ebenso wie die profilierten, grau gestrichenen Köpfe der Deckenbalken zwischen den Stockwerken geringfügig über das Erdgeschossfassade hinaus.

#### Fenster und Türen
Die Vorderfront und die linke Seitenfront werden durch drei Achsen gegliedert, die Rückfront durch eine und die rechte Seitenfront durch zwei Achsen. Alle Achsen sind mit Fenstern besetzt, außer der hinteren Achse der linken Seitenfront, wo sich der Hauseingang befindet. Ein Türsturz über dem Eingang trägt die Inschrift „Erbaut 1880“. Die Fenster sind mit Laibung und Sohlbank aus Stein ausgestattet. Im ersten Stock verdecken hölzerne Rahmen und Verdachungen die Fensterlaibung, die in der für den Schweizerstil typischen Art als Laubsägearbeiten geschweift und gekerbt geschnitten sind.

## Geschichte

### Baugeschichte
| Lageplan des Schießplatzes Dornhalde September 1916 Quelle: Landesarchiv Baden-Württemberg M 17/1 Bü 895 → Link zum Plan |

Der Militärschießplatz, auf dem sich heute der Dornhaldenfriedhof befindet, wurde ab 1869 angelegt. 1880 wurde nach den Plänen des Königlichen Garnisonbaumeisters Julius Holch das Nebengebäude Auf der Dornhalde 1 erbaut. Es diente als Wache (Erdgeschoss) und Wohnung für den Schießplatzaufseher (erster Stock). 1893 wurde die Kantine des Garnisonsschützenhauses erbaut, die aus dem linken Trakt und dem Mitteltrakt bestand und 1894 der rechte Trakt mit Treppenhaus und Aborten und die Scheibenwerkstatt. Zum Garnisonsschützenhaus gehörte eine Anzahl von Hilfsgebäuden, darunter Pferdestall, Waschküche sowie Magazine für Geräte, Zielscheiben und Pulver. Davon haben sich nur zwei Bauten erhalten: der hölzerne „Geräteschuppen mit 9 Abteilungen“, der sich über eine Länge von 29 Meter rechts vom Nebengebäude hinzieht, und das „Gerätemagazin“, dessen Reste sich gegenüber der linken Gebäudefront im Gebüsch auf einer Böschung finden.
Der äußere Zustand von Hauptgebäude, Anbau und Nebengebäude lassen darauf schließen, dass die Gebäude modernisiert wurden (Fenster, Türen, Fensterläden, Elektrik), wahrscheinlich im Zusammenhang mit der Vermietung zu Beginn der 1970er Jahre.
Das weitere Schicksal der Gebäude, die sich im städtischen Besitz befinden, ist ungewiss. Eine gastronomische Nutzung, die an die zeitweise frühere Verwendung anknüpfen würde, soll unmöglich sein, weil die Gebäude im Landschaftsschutzgebiet liegen. Eine „friedhofsnahe“ Nutzung als Friedhofsgärtnerei oder Steinmetzbetrieb sei allerdings denkbar. „Selbst für die Wohnnutzung lag keine Genehmigung vor“ heißt es in Amtskreisen, d. h., dass die Gebäude 40 Jahre lang ohne rechtliche Grundlage bewohnt wurden. Trotzdem scheint man eine Nutzung zu Wohnzwecken nicht auszuschließen, allerdings ist nicht klar, welche bürokratischen Hürden dafür beiseite geräumt werden müssen.

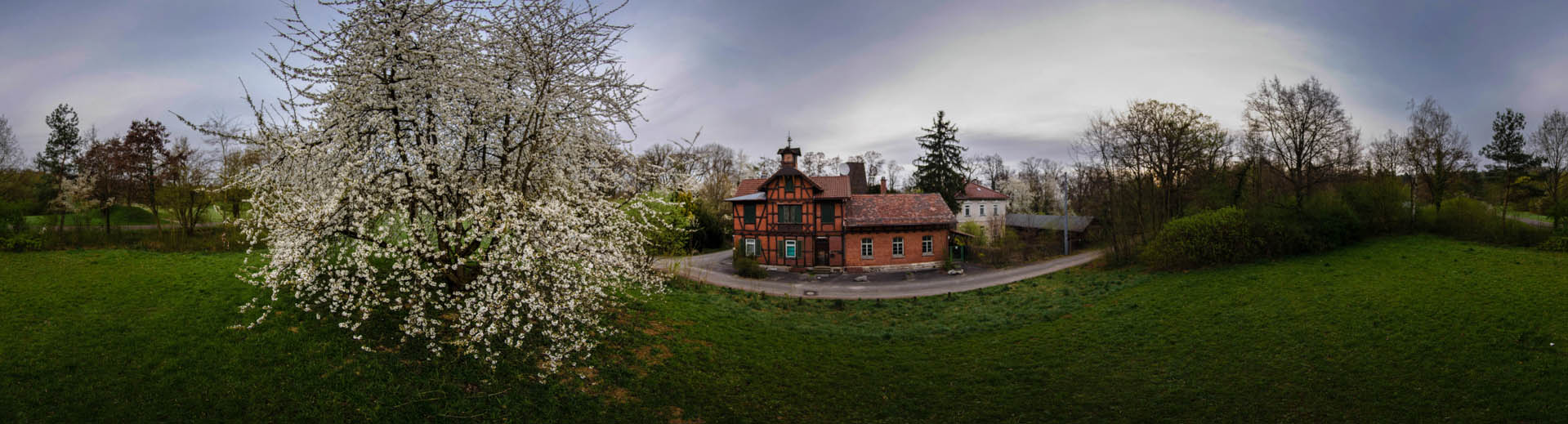
Das Panoramafoto zeigt das Gebäudeensemble des Garnisonsschützenhauses und den prachtvoll blühenden, weit ausladenden Kirschbaum in seiner unmittelbaren Nähe.

### Gebäudenutzung

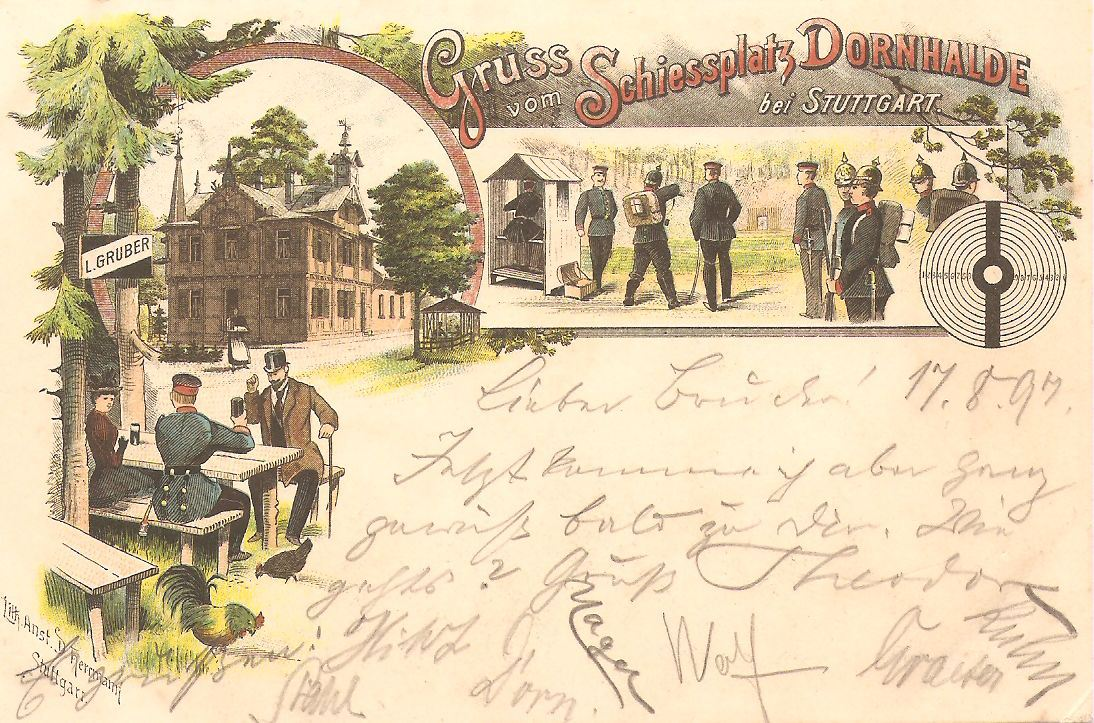
Garnisonsschützenhaus, 1897.

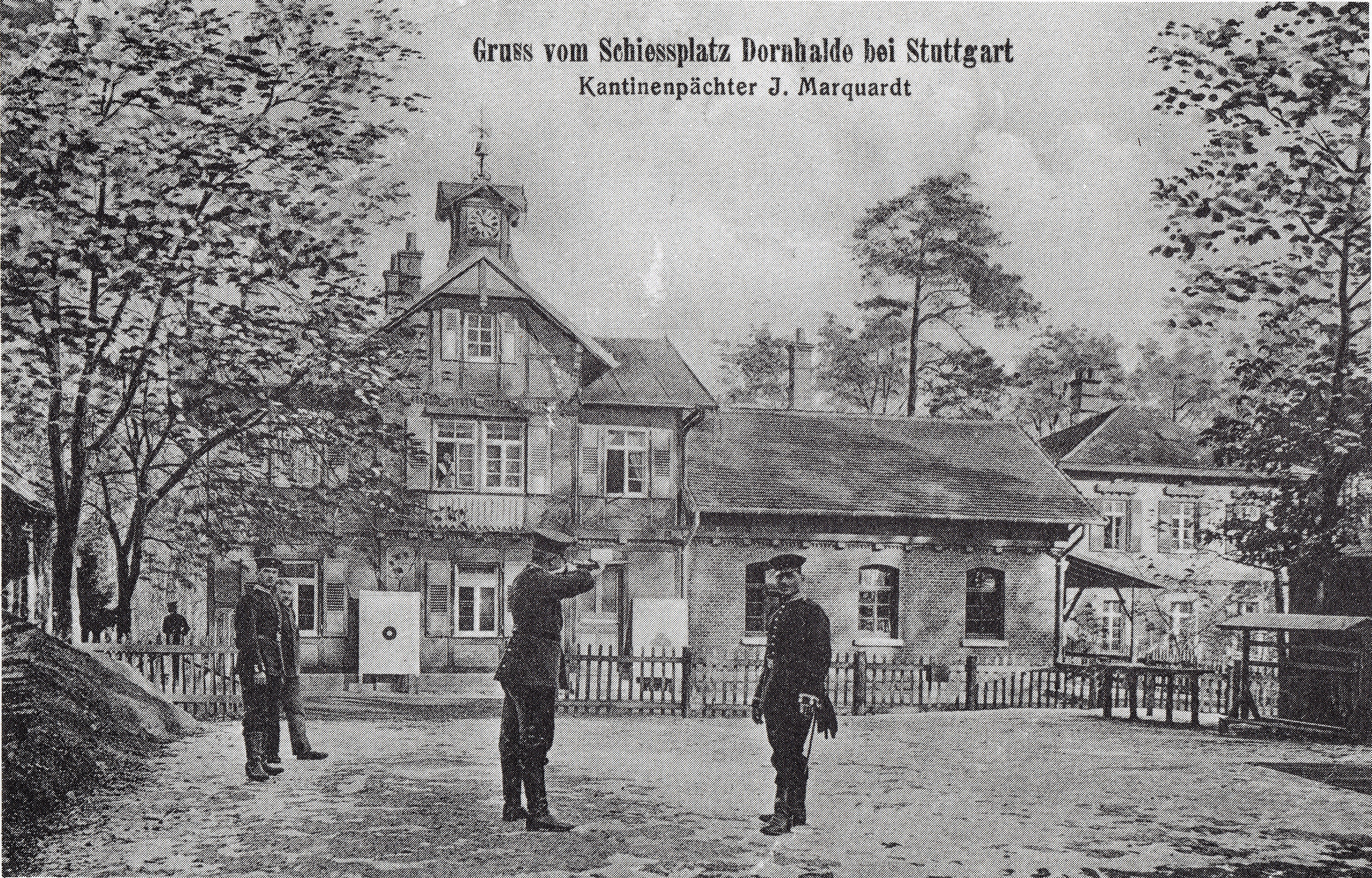
Garnisonsschützenhaus, um 1910.

Die zum Garnisonsschützenhaus gehörenden Gebäude wurden seit ihrer Erbauung als Schießplatzgebäude verwendet. Das eigentliche Garnisonsschützenhaus wurde als Kantine und Scheibenwerkstatt genutzt, im Nebengebäude war im Erdgeschoss die Wache und im ersten Stock die Wohnung des Schießplatzaufsehers untergebracht.
Vermutlich wurden die Gebäude auch in der Weimarer Republik und während der Zeit des Nationalsozialismus weiterhin entsprechend gebraucht. In der Zeit des Nationalsozialismus wurden auf dem Schießplatz Todesurteile an politisch missliebigen Personen vollstreckt, u. a. wurde 1944 der Chordirektor und Organist Ewald Huth wegen seiner freimütigen öffentlichen Warnung vor dem Nationalsozialismus hingerichtet. Nach dem Zweiten Weltkrieg absolvierten amerikanische Soldaten ihre Schießübungen auf dem Schießplatz, inwieweit sie die zugehörigen Gebäude nutzten, ist nicht bekannt.
Nach dem Abzug der Amerikaner ging das Garnisonsschützenhaus in Bundesbesitz über. Schon zu Kaiserszeiten wurde die Kantine nicht vom Militär selbst, sondern von einem Privatpächter betrieben. Dieser Tradition folgend, wurde es in der Nachkriegszeit für einige Jahre als Gasthaus genutzt, in den 1960er Jahren aber wieder aufgegeben. Um 1970 kaufte die Stadt Stuttgart Gebäude und Gelände vom Bund. „Das Gebäude war verwahrlost, das Grundstück verwildert“, als 1970 ein Friedhofsmitarbeiter mit seiner Familie das Anwesen von seinem Arbeitgeber, dem Friedhofsamt, anmietete und wieder in einen bewohnbaren Zustand brachte. Seitdem die Familie 2009 nach fast 40 Jahren ausgezogen ist, stehen die Gebäude des Garnisonsschützenhauses leer.
1977 wurden auf dem Dornhaldenfriedhof gegen großen öffentlichen Widerstand „mit Genehmigung von Oberbürgermeister Manfred Rommel die in der Haftanstalt Stuttgart-Stammheim zu Tode gekommenen Terroristen Gudrun Ensslin, Andreas Baader und Jan-Carl Raspe unter größten Sicherheitsvorkehrungen bestattet“. Damals „postierten sich Kamerateams im Obergeschoss [des Garnisonsschützenhauses]. Hunderte Polizisten sicherten das Gelände, Hubschrauber kreisten.“
Eine 2014 gegründete Bürgerinitiative informiert in einem Blog über das Garnisonsschützenhaus: „Der Blog will aufmerksam machen, Informationen sammeln und der Stadt Stuttgart als Grundstückseigentümerin vorschlagen, die Bürger bei der Entwicklung der zukünftigen Nutzung zu beteiligen, indem für die Zukunft des Garnisonsschützenhaus ein öffentlicher Ideen- und Konzeptwettbewerb organisiert wird.“ In einem Offenen Brief an Oberbürgermeister und Stadtverwaltung wird besonders auf das neu eingeführte „Konzeptverfahren“ der Stadt Bezug genommen, nach dem bei der Vergabe städtischer Immobilien nicht nur der finanzielle Ertrag, sondern auch die soziale Relevanz der künftigen Nutzung eine Rolle spielen soll.

### Hinrichtungsstätte
Im Zweiten Weltkrieg wurde der Platz immer wieder als Hinrichtungsstätte nach so genannten Kriegsgerichtsurteilen genutzt. Es ist bisher unbekannt, wie viele Erschießungen stattfanden. Nachgewiesen wurden 9 Todesfälle.

### Archive
- Stuttgart, Garten-, Friedhofs- und Forstamt
  - Plankopien: Ansichten, Grundrisse und Querschnitte von Haupt- und Nebengebäude von 1893, online:.
- Stuttgart, Landesarchiv
  - E 271 c Bü 2773, M 17/1 Bü 885, 886, 888, 892–895, 1295, M 32 Bü 53.
- Stuttgart, Regierungspräsidium, Referat Denkmalpflege
  - Liste der Kulturdenkmale in Baden-Württemberg Teil A1, Auf der Dornhalde 1, 1A, Begründung der Denkmaleigenschaft vom 5. Februar 2014.